# Familia Bin Laden

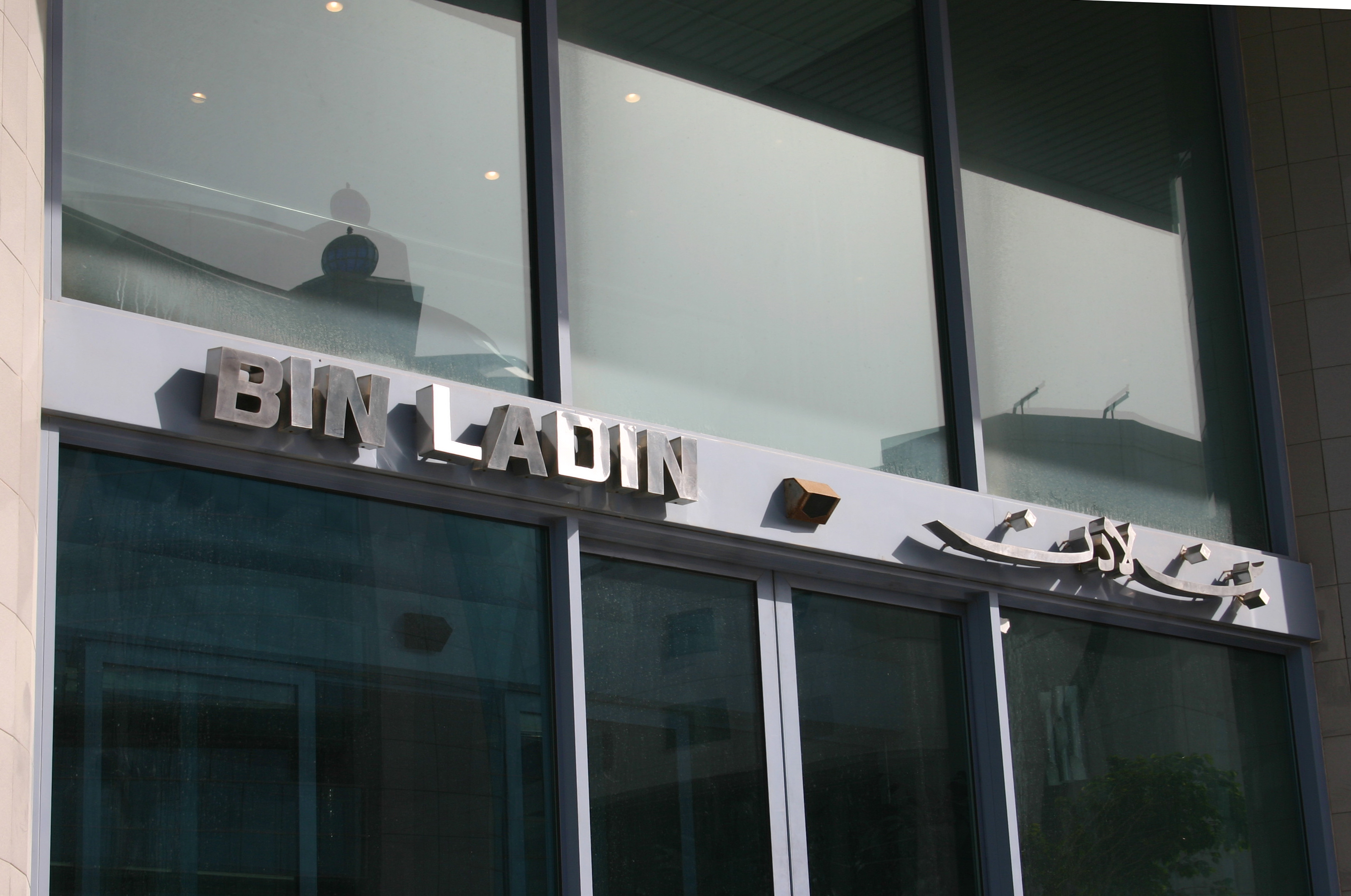
Edificio Bin Ladin en Dubái

La familia Bin Laden (en árabe, بن لادن ), también deletreada Bin Ladin, es una familia muy conectada con los círculos más íntimos de la familia real saudí. La familia se convirtió en el centro de atención de los medios de comunicación por las actividades de uno de sus miembros, Osama bin Laden. Los intereses financieros de la familia Bin Laden están representados por el Grupo Saudi Binladin, un conglomerado global de construcción y de gestión de activos, con un ingreso bruto de 5 mil millones de dólares anuales, y una de las compañías de construcción más grandes del Mundo islámico, con oficinas en Londres y Ginebra.

## Orígenes de la familia
La familia rastrea sus orígenes hasta un jeque yemení pobre y sin educación, Mohammed bin Laden (fallecido en 1967). Mohammed bin Laden era oriundo de la costa de Hadramaut, una región donde predominaba el Shafi'ismo (Sunismo), al sur de Yemen, y emigró a Arabia Saudita antes de que comenzara la Primera Guerra Mundial. Fundó una compañía constructora y atrajo la atención del rey Saúd por medio de proyectos de construcción. Más tarde, fue premiado con contratos para importantes renovaciones en La Meca, donde formó su fortuna inicial a través de los derechos exclusivos de la construcción de todas las mezquitas y otros edificios religiosos no solo en Arabia Saudita, sino en todos los lugares hasta donde llegaba la influencia de Ibn Saud. Hasta su muerte, Mohammed bin Laden tuvo el control exclusivo sobre las restauraciones de la Mezquita de Al-Aqsa en Jerusalén. Pronto, la red corporativa Bin Laden se extendió mucho más allá de sitios de construcción.
La cercanía especial de Mohammed con la monarquía fue heredada por la siguiente generación Bin Laden. Los hijos de Mohammed asistieron al Victoria College de Alejandría, Egipto. Sus condiscípulos incluyeron al rey Hussein de Jordania, a Zaid al Rifai, a los hermanos Kashoggi (cuyo padre fue uno de los médicos del rey), Kamal Adham (quien comandó la Dirección de Inteligencia General Saudí bajo el régimen del rey Faisal), actuales contratistas como Mohammed al Attas, Fahd Shobokshi y Ghassan Saker, y el actor Omar Sharif. Cuando Mohammed bin Laden falleció en 1967, su hijo Salem bin Laden se hizo cargo de las empresas de la familia hasta su propia muerte accidental en 1988. Salen fue uno de, por lo menos, 54 hijos que Mohammed bin Laden tuvo con varias esposas.

## Relaciones con Arabia Saudita
La conexión bin Laden con la Casa de Saúd fue dañada severamente en 1979, cuando insurgentes islamistas tomaron brevemente el control de la mezquita en La Meca. Se habían utilizado vehículos de propiedad de la familia para pasar de contrabando armas en la ciudad fuertemente controlada. Mahrous bin Laden habría sido el habilitador, al trabajar junto con la insurgencia islamista. Esta conexión era a través del hijo de un sultán de Yemen que había sido radicalizado por miembros sirios de los Hermanos Musulmanes. Mahrous fue arrestado por un tiempo, pero actualmente dirige la rama de las empresas bin Laden en Medina.
Los dos amigos más íntimos del rey Fahd fueron el príncipe Mohammed ben Abdullah (hijo del hermano menor de Abdul Aziz ibn Saúd) quien murió a inicios de la década de 1980 y Salem bin Laden quien falleció en 1988, cuando un aeroplano en el que estaba volando chocó contra un alambrado eléctrico en San Antonio (Texas).

## Vínculos de negocios entre las familias Bush y Bin Laden
El controvertido documental Fahrenheit 9/11 de Michael Moore afirma la existencia de fuertes conexiones comerciales entre la Familia Bush y la familia Bin Laden. Moore basa la mayor parte de sus acusaciones en el libro de Craig Unger, House of Bush, House of Saud, que relata cómo Salem bin Laden invirtió en Arbusto Energy, una compañía dirigida por George W. Bush, por intermedio de James R. Bath, el único representante comercial de Salem bin Laden en los Estados Unidos.
Varios miembros de la familia Bush son inversionistas del Carlyle Group, un contratista militar y fondo de inversión con muchos intereses en el Medio Oriente, dirigido por el ex Secretario de Defensa de los Estados Unidos durante la administración Reagan, Frank Carlucci. Los medios de comunicación destacaron que el expresidente George H. W. Bush asistió a una reunión de inversiones en el hotel Ritz-Carlton en Washington D. C. el 10 de septiembre de 2001 y, en particular, a una reunión con Shafiq bin Laden quien representaba los intereses conjuntos del Grupo Saudí Binladin y de Carlyle. Si bien Bush no asistió la mañana del 11 de septiembre (aunque algunos han afirmado que la reunión tuvo lugar durante los ataques terroristas del 11 de septiembre), el ex secretario de Estado James Baker estuvo presente, junto con Carlucci. Los grupos Carlyle y Binladin rompieron mutuamente sus relaciones de negocios el 26 de octubre de 2001.